# Длиннохвостый осоед
Длиннохвостый осоед (лат. Henicopernis longicauda) — вид хищных птиц из ястребиных (Accipitridae). Подвидов не выделяют. Эндемик Новой Гвинеи.

## Описание
Длиннохвостый осоед — хищная птица небольшого размера с маленькой головой, длинными крыльями с закругленными концами и широким хвостом с закругленным концом. Крылья узкие у основания и широкие на окончаниях; в полёте часто наклонены вперёд в запястных суставах. Длина тела варьирует от 50 до 61 см, а размах крыльев — от 105 до 140 см.
Сверху коричневато-чёрный, с беловатыми прожилками на голове и шее, широкими коричневыми и серыми полосами на мантии и крыльях. Хвост также с широкими (более широкими, чем на крыльях) чередующимися коричневыми и серыми полосами, кончик бледный. Нижняя часть лица, грудь и брюхо от кремового до бледно-бурого цвета с черноватыми прожилками, наиболее густыми на груди. Радужная оболочка оранжево-жёлтая. Восковица и большая часть клюва, а также лапы голубовато-белые. Молодые особи похожи на взрослых, но верхняя часть тела светло-коричневая (ближе по цвету к «молочному шоколаду») с более многочисленными серо-коричневыми полосами на мантии и кроющих крыльях. На хвосте нижняя тёмная полоса и прилегающая светлая полоса намного уже. Нижняя часть тела более насыщенного цвета с красными и коричневыми прожилками.

## Распространение и места обитания
Длиннохвостый осоед распространён на Новой Гвинее и близлежащих островах. Обитает во влажных равнинных и горных тропических лесах, на высоте до 3000 м над уровнем моря, преимущественно до 1800 м. Встречаются поодиночке, парами, иногда группами из трёх особей.

## Биология
Охотится днём или в сумерки, преимущественно в планирующем полёте над кронами деревьев, но также с присады, иногда на крутых открытых склонах холмов. В состав рациона входят осы, их личинки, муравьи, кузнечики и другие насекомые; древесные ящерицы, мелкие млекопитающие, птицы, птенцы и яйца. Личинок ос извлекает из гнёзд в основном ногами.
Сезон размножения приходится на апрель—сентябрь. Гнездо, сооружённое из веток и выстланное зелёными листьями, располагается на дереве высоко от земли, иногда на выступе скалы. Нет данных о размере кладки, а также о продолжительности периодов инкубации и оперения птенцов.